# Néarque
Pour les articles homonymes, voir Néarque (homonymie).
Néarque (en grec ancien Νέαρχος / Néarchos), né en Crète vers 360 av. J.-C., mort à une date inconnue, est un Compagnon (hétaire) d'Alexandre le Grand. Un temps satrape de Lycie-Pamphylie, il devient navarque de la flotte royale en 325 ; il pilote l'expédition entre l'Indus et l'Euphrate et explore la mer d'Arabie et le golfe Persique. Le récit de ce périple est connu grâce à Arrien et Strabon.

## Biographie

### Sous le règne d'Alexandre
Originaire de la cité de Lato en Crète, Néarque s'établit à Amphipolis sous le règne de Philippe II dont il devient le conseiller. Sans doute guère plus âgé qu'Alexandre, il est l'un des compagnons de jeunesse. Vers 336 av. J.-C., il est exilé avec Ptolémée, Harpale, Laomédon et Érygyios après qu'Alexandre se soit querellé avec son père à propos du mariage entre Arrhidée et la fille du satrape Pixodaros. 
Néarque participe à l'expédition d'Alexandre et devient, sûrement en raison de son expérience de navigateur, satrape de Lycie-Pamphylie vers 334. Il est rappelé vers 330 et rejoint le souverain en Bactriane à la tête de troupes levées en Asie Mineure. Après avoir participé à l'expédition d'Inde, il obtient en 325, au titre de navarque, le commandement de la flotte qui doit rejoindre l'embouchure de l'Euphrate. Il écrit par la suite un rapport détaillé sur ce périple réalisé dans des conditions très difficiles. Il se prépare à diriger la flotte pour l'expédition d'Arabie quand Alexandre disparaît en juin 323. Présent lors du banquet fatal à Alexandre, Néarque a été l'un des quelques Grecs (avec notamment Eumène de Cardia, Laomédon de Mytilène et Médios de Larissa) membres de l'entourage proche d'Alexandre. Lors des noces de Suse célébrées en 324, il épouse la fille de Barsine et de Mentor, le frère de Memnon de Rhodes. Il tente à la mort d'Alexandre de faire reconnaître comme roi, Héraclès, le fils illégitime d'Alexandre et de Barsine.

### Durant les guerres des Diadoques
Durant les guerres des Diadoques pour le partage de l'empire, Néarque prend le parti d'Antigone le Borgne et participe à la lutte contre Eumène de Cardia de 321 à 316 av. J.-C. Il devient par la suite le conseiller du fils d'Antigone, Démétrios, en Syrie entre 313 et 312. Il participe probablement aux côtés de Démétrios à la bataille de Gaza, perdue face à Ptolémée en 312. On ignore la date exacte ainsi que les circonstances de sa mort ; on peut supposer qu'il se soit retiré afin d'écrire le récit de son périple maritime.

## Le périple de Néarque

### Une nouvelle voie maritime

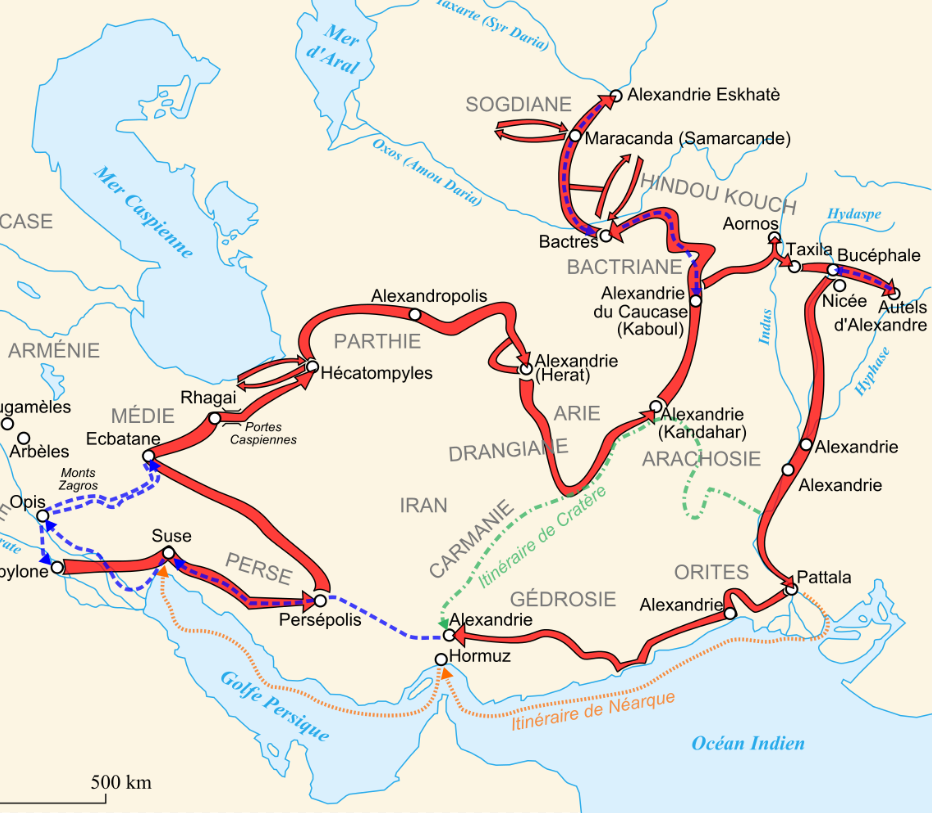
Itinéraire d'Alexandre dans les régions orientales et expédition de Néarque (en orange).

En 325 av. J.-C., Néarque, secondé par Onésicrite (le futur rédacteur de l’Alexandropédie), est chargé par Alexandre de piloter une flotte de 120 navires, transportant près de 10 000 hommes. Le navarque a pour mission d'établir une nouvelle route maritime entre l'Indus et le Golfe Persique, alors qu'Alexandre ambitionne de dynamiser le commerce entre l'Inde et la Mésopotamie. Les embarcations utilisées s'avèrent être de grandes qualités ; certaines, très performantes, sont encore inconnues de la marine grecque, dont les pentèreis, les tétrèreis ou les kerkouroï d'inspiration phénicienne et chypriote. Alexandre a en effet amené en Inde des constructeurs chypriotes ; ce sont leurs navires (les kerkouroï) qui ont été chargés de descendre le cours de l'Indus en 325.
La flotte prend la mer à l'embouchure de l'Indus le 23 octobre 325, avec un mois de retard à cause des vents de mousson. Elle longe les côtes de la mer d'Érythrée (actuelle mer d'Arabie) pour rallier l'embouchure de l'Euphrate. Explorant le rivage avec minutie, les marins gréco-macédoniens rencontrent pour la première fois des baleines et sont confrontés à plusieurs tempêtes et à la sécheresse des rivages. Ils souffrent durement de la faim et de la soif ; Néarque est en effet contraint de maintenir la flotte à la mer jour et nuit car il craint les désertions et l'hostilité des tribus de la côte. Le littoral de Gédrosie, peuplé des Ichtyophages (« Mangeurs de poisson »), est trop pauvre pour pouvoir ravitailler la flotte. Quant aux dépôts de vivres laissés par Alexandre, ils sont pillés par les Orites ou alors situés trop loin à l'intérieur des terres. 
Après 80 jours de navigation et 1 300 km parcourus, la flotte parvient au détroit d'Ormuz. Néarque se rend alors en Carmanie au-devant d'Alexandre qui, persuadé de la perte de sa flotte, le reçoit avec allégresse. Néarque repart ensuite jusqu'aux bouches de l'Euphrate et rallie Suse (début 324). Là, il reçoit du souverain, en récompense de ses mérites, une couronne d'or, tout comme Héphaistion, Léonnatos et Onésicrite, principaux officiers ayant organisé le retour d'Inde.

### Postérité
Le récit de Néarque, avec en complément celui d'Onésicrite, a inspiré très largement Arrien dans sa description de l'Inde (Indica) et Strabon dans la Géographie (livre XV), où Néarque est abondamment cité même s'il le considère comme un fabulateur. Fidèle au journal du navarque, Arrien narre avec précision les aventures des marins d'Alexandre, victimes de la chaleur, de la faim et de la soif, effrayés par les baleines et étonnés par les mœurs alimentaires des Ichtyophages. Ce récit a été confirmé par les navigateurs modernes. Néarque est considéré comme le « créateur » de la partie orientale de la route maritime des épices, de l'encens, des perles et des pierres précieuses que suivent les navigateurs mésopotamiens puis byzantins, arabes et indiens.

### Sources antiques
- Pour les fragments de Néarque voir Felix Jacoby, Fragmente der griechischen Historiker, II B, 133, 1923-1930.
- Arrien, Anabase [lire en ligne] ; Indica.
- Diodore de Sicile, Bibliothèque historique [détail des éditions] [lire en ligne], XVII, XIX.
- Plutarque, Vies parallèles [détail des éditions] [lire en ligne], Alexandre.
- Quinte-Curce, L'Histoire d'Alexandre le Grand [lire en ligne].
- Strabon, Géographie [détail des éditions] [lire en ligne], XV.
- L'inscription de Delphes, Syll3 266, témoigne des faveurs du sanctuaire envers Néarque et à sa descendance.